# Cincar
 Ovo je glavno značenje pojma Cincar. Za istoimeni narod pogledajte Cincari.
Cincar (Cincar, Ćinćer) je planina u jugozapadnom dijelu Bosne i Hercegovine, sjeveroistočno od Livna.

## Ime
Do polovice 20. stoljeća Cincer je bilo službeno ime u većini dokumenata. U domaćih Hrvata ikavaca, u pučkom govoru zvali su ga Ćinćer. Nešto poslije Drugoga svjetskog rata izvorni je naziv promijenjen i novi službeni naziv je "Cincar".

## Zemljopisni položaj
Nalazi se izmeđe Kupreškog i Glamočkog polja na granici glamočke i livanjske općine. Najviši vrh je Cincar na 2006 metara nadmorske visine. Nalazi se na jugoistoku uz Glamočko polje. Ispod jugozapadnih padina Cincara pruža se prostrana 1150 - 1350 metara visoka krška površ Krug pokrivena vrtačama i drugim krškim oblicima. Sjevernije od Cincara je planina-visoravan Hrbljine (Hrbine).

## Geologija
Građena je uglavnom od vapnenca i dolomita, koji su karbonati iz mezozoika. Na sjevernim, najvišim padinama Cincara ima tragova diluvijalnih ledenjaka kao cirkovi, morene i dr. Oni su posljedica njegove visine čime je više od od okolnih planina bio izložen pleistocenskim oledbama.
Tušnica, Cincar, Krug-planina, Slovinj, Vitorog, Hrbljina, Čemernica-Paripovac, Čardak planina i Ljubuša tvore planinsku skupinu Cincara.

## Klima
Eko-klimatski je granično gorje. Razdvaja primorska gorja s toplijim polusredozemnim podnebljem (submediteran) oko njihovih podnožja i kontinentska gorja u zaleđu Cincara na sjeveru koja su kišnija i hladnija. Zbog visine vrh Cincara prekriven je snijegom pola godine, od jeseni do proljeća.

## Flora i fauna
Južne i jugozapadne strane obrasle su planinskim pašnjacima, a sjeverne gustom uglavnom crnogoričnom šumom. Na mjestu gorske visoravni oko Cincara i Malovana iznad 1350 m nadmorske visine, stare mješovite šume (Abieti-Fagetum ampl.) jela (Abies alba) i bukve (Fagus sylvatica) prekrivaju površine zapadne i sjeverne padine Cincara. Te se šume miješaju sa sastojinama smrče (Picea abies) na na padinama koje okružuju visoravan Cincara, posebice u klancima i ponikvama. Na pojasu iznad, na grebenima i nižim vrhovima do oko 1600 m rastu subalpske listopadne šume od klekaste bukve. Na pojasu iznad, do 1900 m grmasta crnogorična klekovina bora krivulja (Pinus mugo) prevladava krajobrazom. Dalje u visinu prelazi se krajnju gornju granicu rasta drveća i od biljnih zajednica sve do najviših vrhova rastu samo prvobitne travne rudine (Seslerietalia).

## Izgled
Najviši vrh je vrh srazmjerno pravilna čunjasto-piramidasta oblika. Drugi pripadajući vrhovi pružaju se istočnije. Najistočniji je vrh Malovan, prema Kupreškom polju. Desetak je vrhova viših od 1700 m. Prema Kupresu su Kurozeb (1704 m), Kozjak (1710 m), Osin (1720 m), Malovan. 
Prema Glamoču su Kujača (1849 m) i Osječenica (1798 m). Vrhunci na Cincaru nisu na jedinstvenom grebenu. Raspršeni su na krškoj visoravni visine 1200 - 1500 m. Ona se dalje pruža sjevernije i južnije bez drugih većih vrhova. Istoimena visoravan, visoravan Cincar je na sjeverozapadnoj strani planine Cincara. Građena je poput plitke depresije. Nadmorske je visine između 1400 i 1480 metara.